# Karel Hora (pedagog)
Karel Hora (7. června 1901 Brno – 7. května 1942 koncentrační tábor Mauthausen) byl český pedagog, skautský činitel a odbojář popravený nacisty.

## Život

### Civilní život
Karel Hora se narodil 7. června 1901 v Brně v rodině lékaře Františka Hory a Natalie, rozené Sedláčkové. V témže městě vystudoval I. české státní gymnázium a poté lékařskou fakultu Masarykovy univerzity, kde 15. prosince 1928 promoval. Postupně dosáhl doktorátu, docentury, mimořádná hodnost profesora mu byla udělena 14. srpna 1938, řádná až posmrtně. Stal se přednostou Anatomického ústavu Lékařské fakulty Masarykovy univerzity, ředitelem Vzdělávacího kurzu pro učitelství tělocviku na středních školách při Masarykově univerzitě a od roku 1939 ředitelem Ošetřovatelské školy v Brně. Publikoval odborné práce, hlavním tématem byl výzkum vztahu tělesné výchovy k pohybovému ústrojí člověka a jejích účinků na rozvoj tohoto ústrojí. Byl významným činovníkem brněnského skauta. Po uzavření českých vysokých škol nacisty pracoval jako asistent na dětské klinice.

### Protinacistický odboj
Karel Hora se zapojil do protinacistického odboje v rámci skupiny vysokoškolských pedagogů – tzv. Moravská pětka. Skupina byla součástí odbojové organizace M 39 – Nová cesta a byla činná v Praze a na Moravě. Vedl jí čelný představitel Petičního výboru Věrni zůstaneme Josef Friedl. Po zatčení jednoho ze členů organizace se gestapo dostalo k jeho záznamům čímž došlo k jejímu částečnému rozkrytí. V důsledku toho byl gestapem 4. října 1941 zatčen i Karel Hora a poté vězněn v Kounicových kolejích. Brněnským stanným soudem byl 13. ledna 1942 za přípravu velezrady odsouzen k trestu smrti, poté převezen do koncentračního tábora Mauthausen, kde byl společně s dalšími 71 osobami 7. 5. 1942 zastřelen.

## Posmrtná ocenění
- Dne 31. května 1946 byl Karel Hora in memoriam jmenován řádným profesorem anatomie s účinností od 1. května 1942.
- Karlu Horovi byl udělen in memoriam Zlatý Junácký kříž „Za vlast“ 1939–1945

## Rodina
Manželkou Karla Hory byla od roku 1929 klavírní virtuozka Olga Horová, jeho tchánem byl profesor František Berka. Měl tři sourozence Františka, Vladimíra a Jarmilu.